# Giuseppe Coniglio
(Claudio Stillitano, Calabria Letteraria)
Giuseppe Coniglio, conosciuto come 'U poeta (Pazzano, 2 dicembre 1922 – Catanzaro, 13 marzo 2006), è stato un poeta italiano, dedito alla poesia dialettale calabrese.

## Biografia
Nato da una famiglia di poveri contadini, visse per tutta la sua vita a Pazzano.
Sposò Letizia Bosco da cui ebbe due figli, Palmiro e Maria Antonietta.
Lavorò come bracciante agricolo e, successivamente, come capo operaio forestale nel Bacino Montano Stilaro. Nel dopoguerra scrisse le prime farse di carnevale nella variante locale del dialetto calabrese, la più famosa delle quali fu La calata degli dei del 1949.
Nel 1973 produsse la prima raccolta di poesie, intitolata Calabria contadina, di cui uscirà una seconda edizione nel 1984.
Nello stesso anno pubblica Quattru chjacchjari e ddui arrisi.
L'ultima raccolta è del 1998: A terra mia.
Nel 1985 ha partecipato al film-documentario di Daniele Segre, Andata e ritorno.
Ha regalato momenti indimenticabili ai suoi ascoltatori, nelle speciali occasioni in cui si prestava a recitare le proprie opere: racconti esilaranti delle vicende di paese, alternati a quadri densi di colori ed emozioni tratti da una vita radicata nella sua terra.
Produsse inoltre numerose sculture in legno d'erica e la scultura in pietra calcarea rappresentante "La fontana dei Mascheroni".
In campo teatrale, l'opera Marcu e Filomena e il rifacimento, in dialetto locale, della commedia Natale in casa Cupiello di Eduardo De Filippo.

## Post mortem
Nel 2007 gli è stato intitolato il centro di aggregazione socio-culturale di Pazzano e il concorso di poesia per ragazzi, la cui prima edizione si è avuta nel 2007.

## Opere
- Calabria contadina (poesie, 1973)
- Quattru chjacchjari e ddui arrisi (poesie, 1984)
- A terra mia (poesie, 1998)
- Marcu e Filomena (commedia teatrale)

## Premi
- 1º premio "Lauro d'Argento" Edizione sagra della poesia calabrese. Ardore Marina, 1983.
- 1º premio trofeo Salvatore Filocamo 6ª edizione Estate locridea con la poesia U cozzali - Mammola, 1986
- 1º premio "Nuove prospettive Calabresi" - per la poesia edita - S. Calogero 1987
- 1º premio "Concorso nazionale Pro-Moschetta" con la poesia "A guttera" - Moschetta di Locri, 1990.
- 1º premio "Concorso poesia dialettale nella Locride" Roccella Jonica 1990
- 1º premio letterario Sant'Andrea" con la poesia A terra mia - Sant'Andrea Jonio, 1996.
- 1º Premio Accademia del dialetto di Grifo Trofeo Mimmo Martino "una vita per la poesia" Reggio Calabria 1996